# Samuel Rudolph Behr
Samuel Rudolph Behr (auch Bär oder Beer) (getauft 1. Juli 1670 in Leipzig; † nach 1716) war ein deutscher Tanzmeister und Komponist.

## Leben
Behr war der Sohn des Leipziger Musikers Martin Behr. Er schrieb sich im Sommer 1691 an der Universität Leipzig ein, erlangte aber keinen Abschluss. Er gehörte der Universitätsnation Meißen an. Am 4. September 1691 heiratete er die Barbara Christina Valentin, die jüngste Tochter eines Kunstmalers und Malerinnungsobersten. Von den vier Kindern, die aus dieser Ehe hervorgingen, überlebte allein der am 24. März 1702 in der Nikolaikirche getaufte Gottfried Rudolph. Zwischen 1701 und 1716 ist er in den Leipziger Adressbüchern verzeichnet.
Im Jahre 1703 veröffentlichte er die Anleitung zu einer wohl-gegründeten Tanz-Kunst, der drei weitere Bücher folgten. Er pflegte enge Kontakte zur Leipziger Oper am Brühl. Er schrieb beispielsweise die Balletteinlagen zu den Opern Otto 1702 und Germanicus 1704. Auch für die am Naumburger Opernhaus vorm Salztor 1706 aufgeführte Oper Telemaque schrieb er Balletteinlagen (in der Literatur wird er diesbezüglich öfters mit dem Komponisten Johann Beer verwechselt, der zu dem Zeitpunkt schon 6 Jahre tot war).
Er stand in Verbindung mit Georg Philipp Telemann, Pantaleon Hebenstreit, Nicolaus Adam Strungk und Johann Kuhnau. Der Tanzmeister Gottfried Taubert, der 1717 in Leipzig das Buch Rechtschaffener Tantzmeister, oder gründliche Erklärung der Frantzösischen Tantz-Kunst veröffentlichte, wurde wahrscheinlich durch Behrs Veröffentlichungen beeinflusst.

## Werk
- Anleitung zu einer wohl-gegründeten Tanz-Kunst. Heydler, Leipzig 1703.
- Anderer Theil der Tantz-Kunst, oder ausgesiebte Grillen. Heydler, Leipzig 1703.
- Wohlgegründete Tantz-Kunst. Joh. Heinichens Wittwe, Leipzig, 1709.
- L’Art de bien dancer oder die Kunst wohl zu tanzen. Fulde, Leipzig 1713.